# Campeonato Argentino de Futebol de 1942

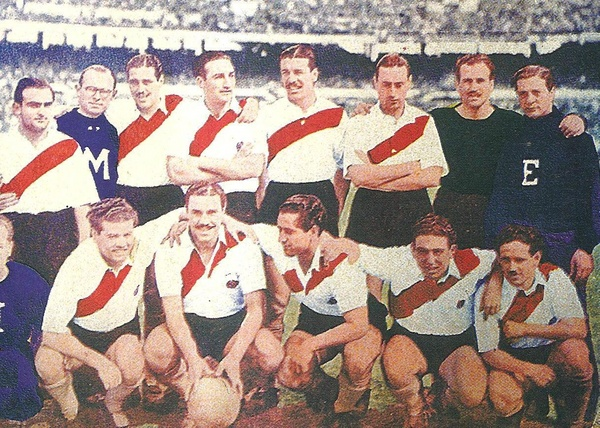
River Plate campeão argentino de futebol de 1942

O Campeonato Argentino de Futebol de 1942 foi a décima segunda temporada da era profissional da Primeira Divisão do futebol argentino. O certame foi disputado em dois turnos de todos contra todos, entre 3 de abril e 22 de novembro. O River Plate sagrou-se campeão argentino, pela sétima vez.

## Participantes
| Equipe             | Cidade       |
| ------------------ | ------------ |
| Atlanta            | Buenos Aires |
| Banfield           | Banfield     |
| Boca Juniors       | Buenos Aires |
| Chacarita Juniors  | Buenos Aires |
| Estudiantes        | La Plata     |
| Ferro Carril Oeste | Buenos Aires |
| Gimnasia y Esgrima | La Plata     |
| Huracán            | Buenos Aires |
| Independiente      | Avellaneda   |
| Lanús              | Lanús        |
| Newell's Old Boys  | Rosario      |
| Platense           | Buenos Aires |
| Racing Club        | Avellaneda   |
| River Plate        | Buenos Aires |
| San Lorenzo        | Buenos Aires |
| Tigre              | Victoria     |

## Classificação final
| Pos | Equipes               | J  | V  | E  | D  | GM | GS | Pts |
| --- | --------------------- | -- | -- | -- | -- | -- | -- | --- |
| 1   | River Plate           | 30 | 20 | 6  | 4  | 79 | 37 | 46  |
| 2   | San Lorenzo           | 30 | 16 | 8  | 6  | 70 | 50 | 40  |
| 3   | Huracán               | 30 | 14 | 9  | 7  | 62 | 49 | 37  |
| 4   | Newell's Old Boys     | 30 | 15 | 6  | 9  | 70 | 43 | 36  |
| 5   | Boca Juniors          | 30 | 14 | 7  | 9  | 65 | 41 | 35  |
| 6   | Estudiantes LP        | 30 | 13 | 7  | 10 | 61 | 59 | 33  |
| 7   | Banfield              | 30 | 11 | 7  | 12 | 58 | 62 | 29  |
| 8   | Racing Club           | 30 | 9  | 10 | 11 | 56 | 58 | 28  |
| 8   | Independiente         | 30 | 10 | 8  | 12 | 45 | 57 | 28  |
| 10  | Ferro Carril Oeste    | 30 | 9  | 9  | 12 | 45 | 52 | 27  |
| 11  | Platense              | 30 | 9  | 8  | 13 | 51 | 55 | 26  |
| 12  | Chacarita Juniors     | 30 | 7  | 11 | 12 | 40 | 59 | 25  |
| 13  | Gimnasia y Esgrima LP | 30 | 7  | 10 | 13 | 45 | 65 | 24  |
| 13  | Lanús                 | 30 | 8  | 8  | 14 | 37 | 58 | 24  |
| 15  | Atlanta               | 30 | 10 | 3  | 17 | 65 | 67 | 23  |
| 16  | Tigre                 | 30 | 6  | 7  | 17 | 46 | 83 | 19  |

|  |            |
|  | Campeão.   |
|  | Rebaixado. |

## Premiação
| Campeonato Argentino de Futebol de 1942 |
| --------------------------------------- |
| River Plate Campeão (7° título)         |

## Goleadores
| Jogador    | Jogador                | Gols | Equipe                  |
| ---------- | ---------------------- | ---- | ----------------------- |
| Argentina  | Rinaldo Martino        | 25   | San Lorenzo             |
| Argentina  | Adolfo Pedernera       | 23   | River Plate             |
| Argentina  | René Pontoni           | 23   | Newell's Old Boys       |
| Argentina  | Luis Rongo             | 23   | Platense                |
| Argentina  | Francisco Rodríguez    | 18   | Atlanta                 |
| Costa Rica | Rafael Meza Ivancovich | 18   | Estudiantes de La Plata |